# Filexilia gravellicola
Filexilia gravellicola är en kräftdjursart som först beskrevs av Guille och Soyer 1966.  Filexilia gravellicola ingår i släktet Filexilia och familjen Ameiridae. Inga underarter finns listade i Catalogue of Life.